# Posttranslaciona modifikacija
Posttranslaciona modifikacija (PTM) je hemijska modifikacija proteina nakon njegove translacije. To je jedan od kasnijih koraka biosinteze velikog broja proteina.
Protein je lanac aminokiselina. Tokom sinteze proteina, 20 različitih aminokiselina mogu biti inkorporirane u proteine. Nakon translacije, posttranslacione modifikacije aminokiselina proširuju opseg funkcija proteina, putem vezivanja drugih biohemijskih funkcionalnih grupa, kao što su acetat, fosfat, razni lipidi i ugljeni hidrati. Time se menja hemijska priroda aminokiselina.
Isto tako, enzimi mogu da odstrane aminokiseline sa amino kraja proteina, ili da preseku peptidni lanac u sredini. Na promer, peptidni hormon insulin se preseca dva puta, nakon što su formirane disulfidne veze i propeptid je uklonjen iz sredine lanca. Rezultujući protein se sastoji od dva polipeptidna lanca vezana disulfidnim vezama. Većina nascentnih polipeptida počinje sa aminokiselinom metioninom zato što iRNK "start" kodon je takođe kod za ovu aminokiselinu. Ona je obično uklonjena tokom procesa posttranslacione modifikacije.
Druge modifikacije, kao što je fosforilacija, su deo zajedničkog mehanizma za kontrolu ponašanja belančevina, na primjer aktivacija ili dezaktivacija enzima.
Posttranslaciona modifikacija proteina se može ustanoviti masenom spektrometrijom ili Eastern blotting metodom.

## Dodavanje funkcionalnih grupa

### dodavanje
- acilacija, npr. O-acilacija (estri), N-acilacija (amidi), S-acilacija (tioestri)
  - acetilacija, dodavanje acetil grupe, bilo na -terminus[2] proteina ili na ostatke lizina[3]. Vidi isto acetilaciju histona[4][5]. Reverzna reakcija se naziva deacetilacija.
  - formilacija
  - lipoilacija, dodavanje lipoatne (C8) funkcionalne grupe
  - miristoilacija, dodavanje miristata, C14 zasićene kiseline
  - palmitoilacija, dodavanje palmitata, C16 zasićene kiseline
- alkilacija, dodavanje alkil grupe, npr. metil, etil
  - metilacija dodavanje metil grope, obično na lizin ili arginin ostatke. Reverzna reakcija se zove demetilacija.
  - izoprenilacija or prenilacija, dodavanje izoprenoidne grupe (npr. farnezol i geranilgeraniol)
    - farnesilacija
    - geranilgeranilacija
- amidacija na -terminusu
- dodavanje aminokiselina
  - arginilacija, tRNK-posredovano dodavanje
  - poliglutamilacija, kovalentno vezivanje ostataka glutaminske kiseline za tubulin i neke druge proteine.[6]
  - poliglicilation, kovalentno vezivanje jednog od više od 40 ostataka glicina za tubulinski C-terminus
- formiranje diftamida
- gama-karboksilacija zavisna od vitamina K[7]
- glikozilacija, dodavanje glikozil grupe na bilo asparagin, hidroksi-lizin, serin, ili treonin, čime se formira glikoprotein. Razlikuje se od glikacije, koja se smatra dodavanjem šećera bez enzimskog posredovanja.
  - polisijalilacija, dodavanje polisijalinske kiseline
- glipijacija, formiranje glikozilfosfatidilinozitol (GPI) ankera
- hem grupa može biti kovalentno vezana
- hidroksilacija
- formiranje hipuzina (na konzerviranom lizinu u EIF5A i AIF5A)
- jodinacija (npr. tiroidnih hormona)
- nukleotidi ili njihovi derivati mogu da budu kovalentno vezani
  - adenilacija
  - ADP-ribozilacija
  - Dodavanje flavina
- nitrozilacija
- S-glutationilacija
- oksidacija
- fosfopanteteinilacija[8][9], dodavanje 4'-fosfopanteteinil grupe koenzima A, na primer u biosintezi masnih kiselina, poliketida, ne-ribozomalnih peptida i leucina
- fosforilacija, dodavanje fosfatne grupe, obično na serin, tirozin, treonin ili histidin
- formiranje piroglutamata
- sulfacija, dodavanje sulfatne grupe na tirozin.
- selenolacija (kotranslaciona inkorporacija selena u selenoproteine)

### dodavanje bez enzimskog posredovanja
- glikacija, dodavanje molekula šećera na proteine .

- biotinilacija, acilacija konzerviranih ostataka lizina biotinom
- pegilacija

## Dodavanje drugih proteina ili peptida
- ISGilacija, kovalentno vezivanje za  protein (Interferon-stimulisani gen 15)[10]
- SUMOilacija, kovalentno vezivanje za  protein (engl. Small Ubiquitin-related MOdifier)[11]
- Ubikvitinacija, kovalentno vezivanje za protein ubikvitin.
- Nedilacija, kovalentno vezivanje za [12]

## Promena hemijskog karaktera aminokiselina
- citrulinacija, ili deiminacija, konverzija arginina u citrulin
- deamidacija, konverzija glutamina u glutaminsku kiselinu, ili asparagina u Asparaginsku kiselinu
- eliminilacija, konverzija u alkene beta-eliminacijom fosfotreonina i fosfoserina, ili dehidracija treonina i serina kao i dekarboksilacija cisteina[13]

## Strukturne promene
- disulfidni mostovi, kovalentna veza dva cisteina
- proteolitičko presecanje, presecanje proteina na peptidnoj vezi
- racemizacija prolina prolil izomerazom